# Nationaal Park Dwingelderveld

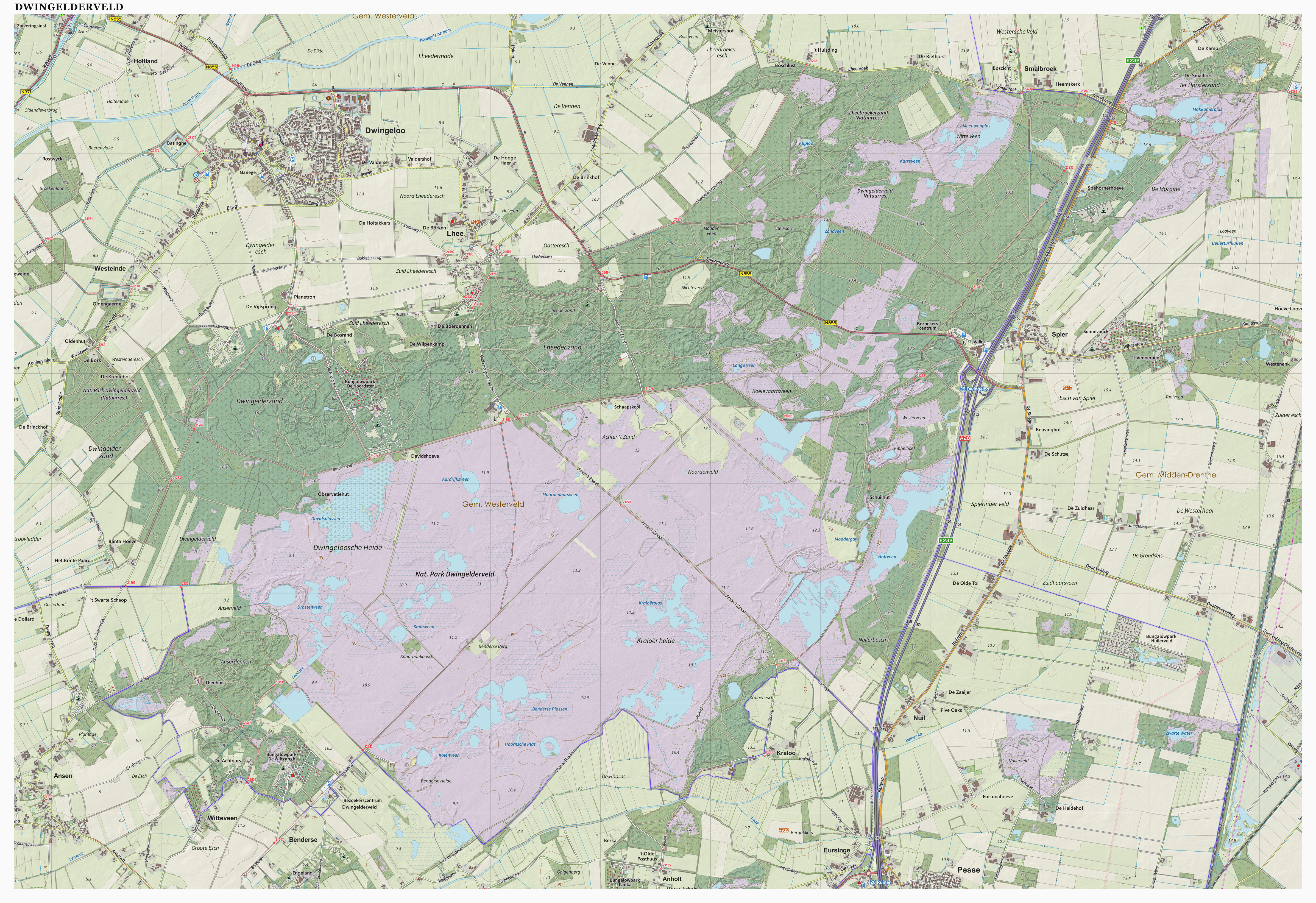
Topografische kaart van het Dwingelderveld, per december 2015

Nationaal Park Dwingelderveld is een nationaal park in de Nederlandse provincie Drenthe globaal gelegen in de driehoek Dwingeloo, Ruinen en Beilen. Het is ongeveer 37 km² groot.

## Algemeen
Dit natuurgebied in Drenthe wordt gezamenlijk beheerd door Staatsbosbeheer, Natuurmonumenten en particulieren (o.a. Scouting Nederland). Het Dwingelderveld is het grootste natte heidegebied in West-Europa. Het Dwingelderveld is aangewezen als een Natura 2000-gebied.

## Heide
Het zijn de hoogteverschillen die het Dwingelderveld gevormd hebben: natte slenken en droge zandruggen wisselen elkaar af. Veel van de uitgestrekte laagten hebben een enigszins venig karakter. Deze afwisseling laat zich aflezen aan de planten en dieren die er voorkomen: adders op het zand, zonnedauw waar het vochtig is.
De heide zou zonder beheer overwoekerd raken door bomen en struiken en vervolgens volledig in een bos veranderen. Naast twee schaapskudden worden er ook grote grazers ingezet, met name koeien en Schotse hooglanders. Koeien op de heide waren op veel plaatsen even gewoon als schaapskudden. Daarnaast heeft Staatsbosbeheer een apparaat ontwikkeld waarmee heide machinaal kan worden geplagd. Deze machine zorgt ervoor dat zeldzame planten zich kunnen blijven ontwikkelen en niet volledig overwoekerd raken door de heide en grassoorten.
In het noordoosten van het Nationaal Park, aan de Spieregerweg, heeft Staatsbosbeheer een grote oppervlakte aan naaldbos gekapt om het plaats te laten maken voor heide. Daardoor werd een groot aantal kleinere, bestaande heideveldjes met vennetjes aan elkaar verbonden tot een nieuw, langgerekt en uitgestrekt heideveld van enkele honderden hectare.
In het noorden, nabij Lheebroek, ligt rondom het Lheebroekerzand een van de grootste jeneverbesstruwelen van Nederland
Over het Lheebroekerzand loopt een wandelroute van Staatsbosbeheer.

## Vennen
Bijzonder aan de Dwingeloose heide is onder andere het grote aantal vennen: ruim veertig. Veel daarvan, de zogenaamde pingo-ruïnes, zijn ontstaan als overblijfselen van ijslenzen uit de ijstijd. Deze zijn te herkennen door hun opvallend ronde vorm. Andere zijn ontstaan als door de mens uitgeveende laagten, nog weer andere als door de wind uitgeblazen laagten. Heel groot zijn de Davidsplassen. Rond de vennetjes groeien planten als veenpluis en waterdrieblad.
Lees verder het algemene artikel over vennen.

## Flora
Dit grote heidecultuurlandschap biedt plaats aan een gevarieerde hoogveen vegetatie. In totaal komen vier heidesoorten voor: struikheide (Calluna vulgaris), dopheide (Erica tetralix), kraaiheide (Empetrum nigrum) en lavendelheide (Andromeda polifolia).
In de natte stukken staan dopheide, zonnedauw, veenpluis (Eriophorum vaginatum) en klokjesgentiaan (Gentiana pneumonanthe). In de drogere gebieden staan struikheide, kraaiheide en muizenoor. Er komen zes soorten orchideeën voor. Enkele ervan, zoals de brede wespenorchis, komen algemeen voor.
Op het Dwingelderveld groeien op sommige plaatsen, zoals in het Lheebroekerzand, honderden jeneverbesstruiken. Deze kwamen vooral terug nadat de schapen de hei een poos met rust lieten.
Het is de laatste plek in Nederland waar de zeldzame veenvlinders (veenbesblauwtje, veenbesparelmoervlinder, en veenhooibeestje)
nog voorkomen.
Bij de beheerders ligt de opdracht om de natuur zo oorspronkelijk mogelijk te maken.
Om al deze (zeldzame) planten en dieren een kans te geven om zich te blijven ontwikkelen, worden er daarom regelmatig stukken heide geplagd. Een andere beheersmaatregel is het kappen van opgroeiende grove dennen die de heideplanten dreigen te verdringen.

## Fauna

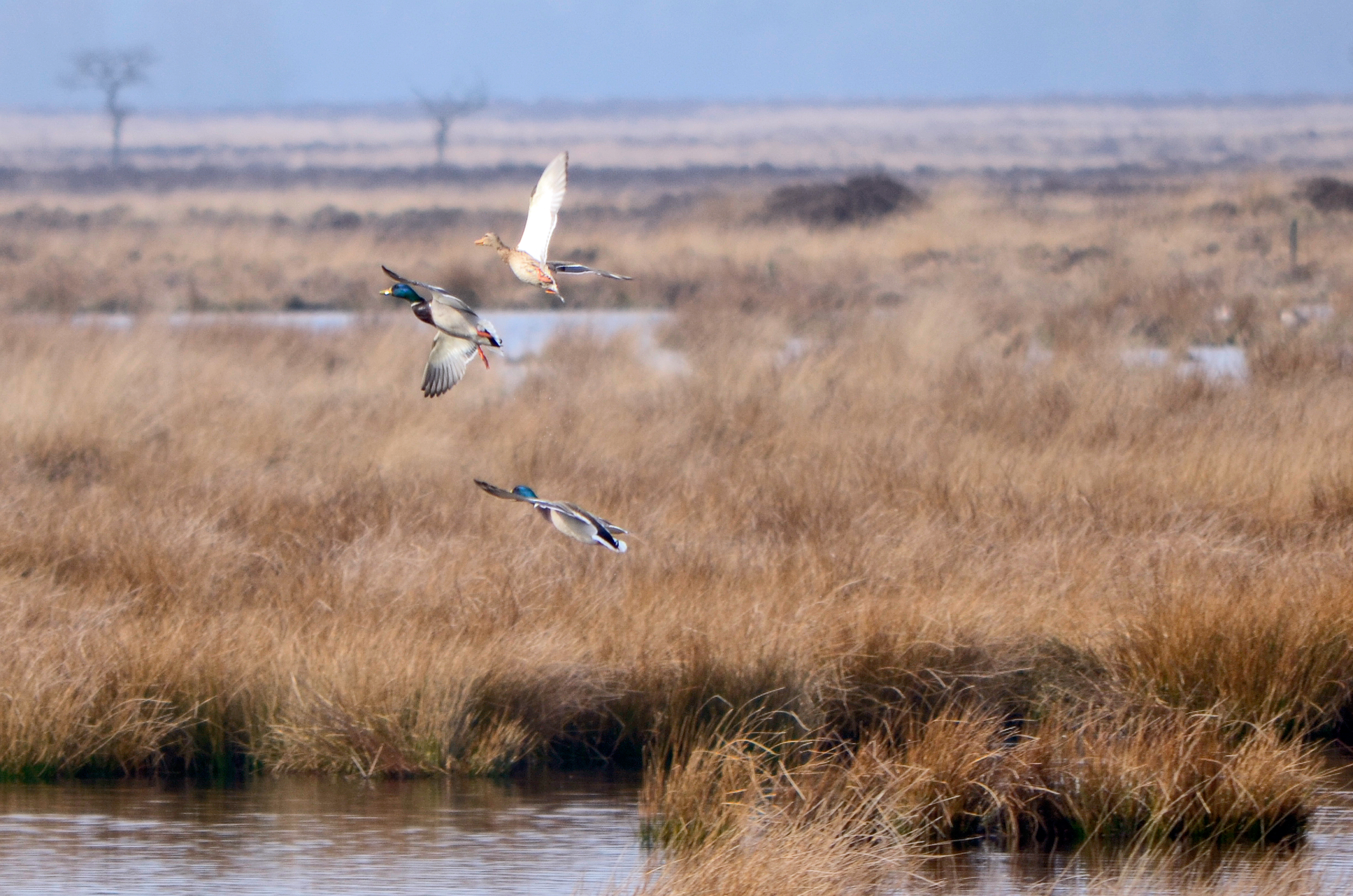
Eenden in vlucht op zoek naar paringspartner
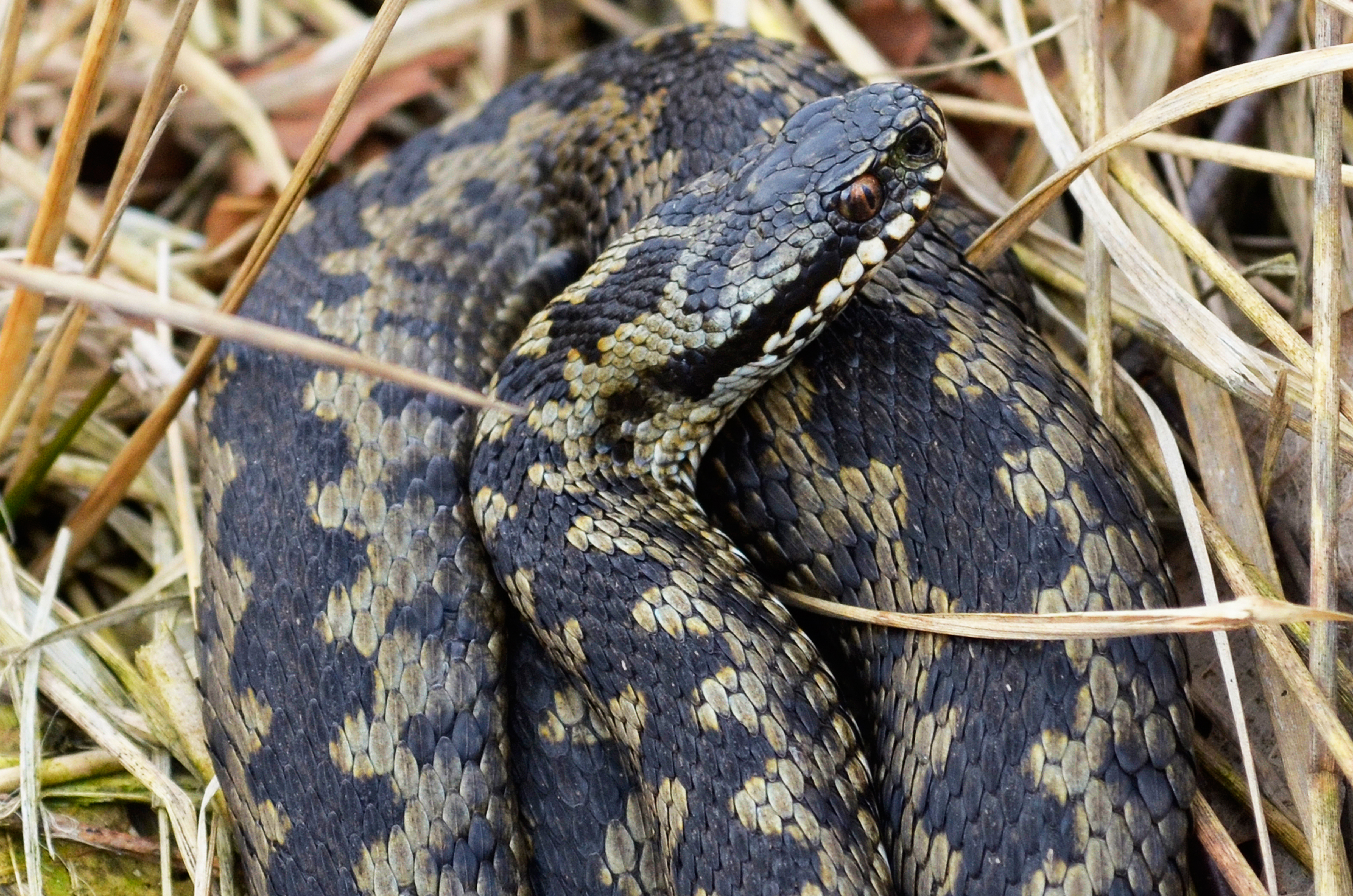
Een adder die zich in de zon ligt op te warmen

In het Dwingelderveld komen drie slangensoorten voor, te weten de adder, de gladde slang en de ringslang. Dit zijn tevens de enige drie slangensoorten die voorkomen in Nederland. Het gebied is door een bijzondere vegetatie bijzonder rijk aan vlinders: zeldzame soorten als het gentiaanblauwtje en drie soorten zogenaamde veenvlinders, waaronder het veenbesblauwtje, komen in het gebied nog voor.
Ook leeft er een populatie van ongeveer 400 reeën.

## Verdroging

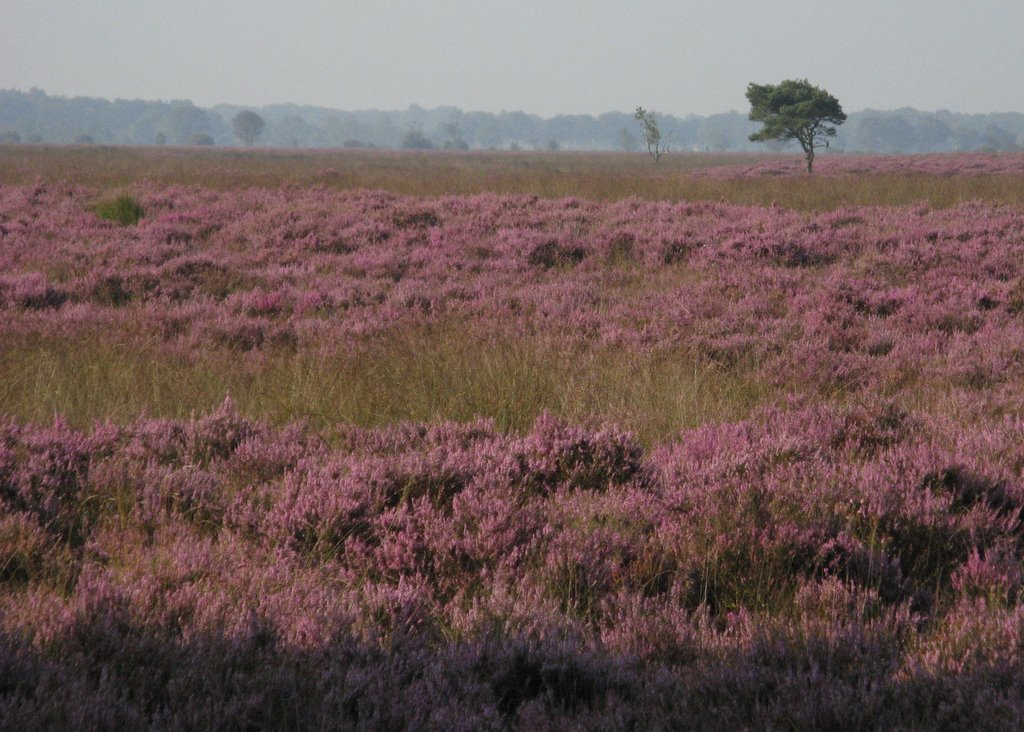

Het Dwingelderveld staat internationaal bekend als het belangrijkste natte heidegebied in West-Europa. Doordat er bij ontginningswerkzaamheden voor de landbouw sloten gegraven werden, vond er verdroging plaats. Nu dit natuurgebied een nationaal park is, worden sloten en greppels die niet nodig zijn gedicht en wordt veel naaldhout gekapt. Het probleem van verdroging wordt voornamelijk veroorzaakt door de aanwezigheid van de landbouwenclave Noordenveld.
Aangezien verdrogingsbestrijding voor de natuur landbouwgrond voor de boer minder bruikbaar zou maken, is de enige oplossing het volledig uitkopen van de landbouw uit het circa 300 ha grote Noordenveld. De aankopen van grond in het Noordenveld zijn eind 2007 gerealiseerd. In 2010 stelden Gedeputeerde Staten van Drenthe een Inrichtingsplan vast voor het gebied. De werkzaamheden worden uitgevoerd in twee fasen: eerst de fosfaatrijke bovengrond verwijderen (gemiddeld 35 cm) en vervolgens de diepe sloten dempen. Deze werkzaamheden zijn gestart in januari 2011.

## Bezoekerscentrum

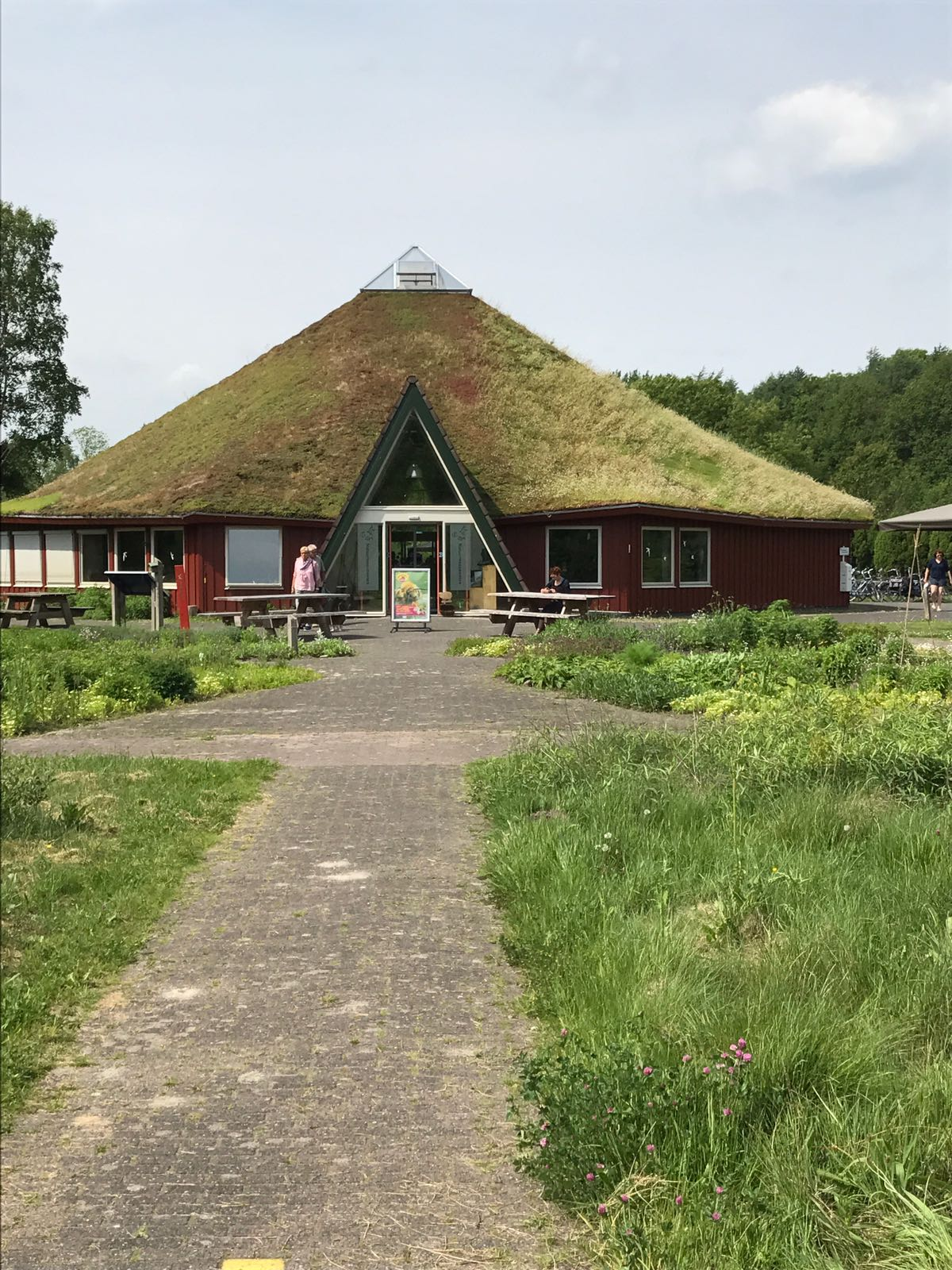
Bezoekerscentrum Dwingelderveld

Buiten Ruinen dicht bij de Dwingeloosche Heide is het bezoekerscentrum Dwingelderveld van Natuurmonumenten, met veel informatie over de plaatselijke natuur.

## Recreatie
In en rondom het Nationaal Park zijn diverse recreatiebedrijven. Deze bestaan voornamelijk uit campings, hotels, restaurants, groepsaccommodaties en dagrecreatiecentra. Aan de noordkant nabij Lheebroek en nabij Lhee liggen diverse campings. In de dorpen Dwingeloo en Ruinen die aan het gebied grenzen, zijn diverse restaurants en hotels. Verder was er in het gebied het Planetron waar allerlei informatie kon worden opgedaan over sterrenkunde. Ook zijn er in de nabijheid van het park een openluchtzwembad en een huifkarverhuur.

## Schaapskooi

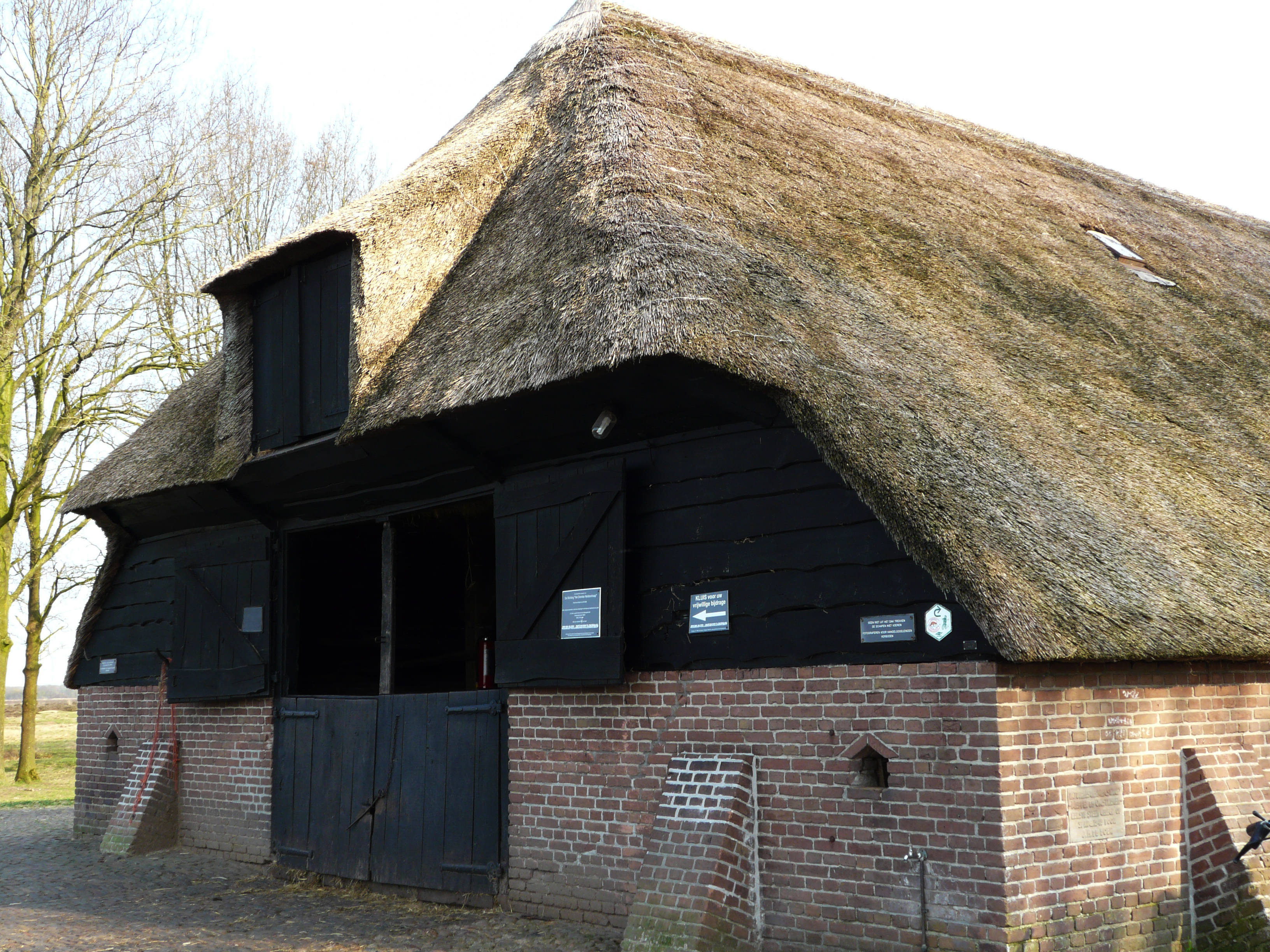
Schaapskooi Ruinen

Aan de Benderse te Ruinen is de Ruiner schaapskooi met de schaapskudde gevestigd. Deze kooi is eigendom van stichting Het Drentse Heideschaap. Dagelijks gaat een kudde Drentse heideschapen met de schaapherder naar de heide. Aan de andere kant bij Lhee ligt aan Achter 't Zaand de schaapskooi van Natuurmonumenten. Ook van hieruit trekt de herder met de kudde Drentse Heideschapen regelmatig over de heide.

## Middeleeuwse karrensporen
Alhoewel het gebied de schijn heeft van ongerepte natuur, heeft de mens wel degelijk invloed gehad. Zo zijn met name op luchtfoto's vele oude karrensporen te zien. Deze zijn een onderdeel van een oude route vanuit Noord-Duitsland richting Kampen. Soms zijn er wel tien naast elkaar zichtbaar. Als een karrenspoor te ver uitgesleten was en er daardoor te veel water in bleef staan, zocht men een nieuwe route.

## Afbeeldingen

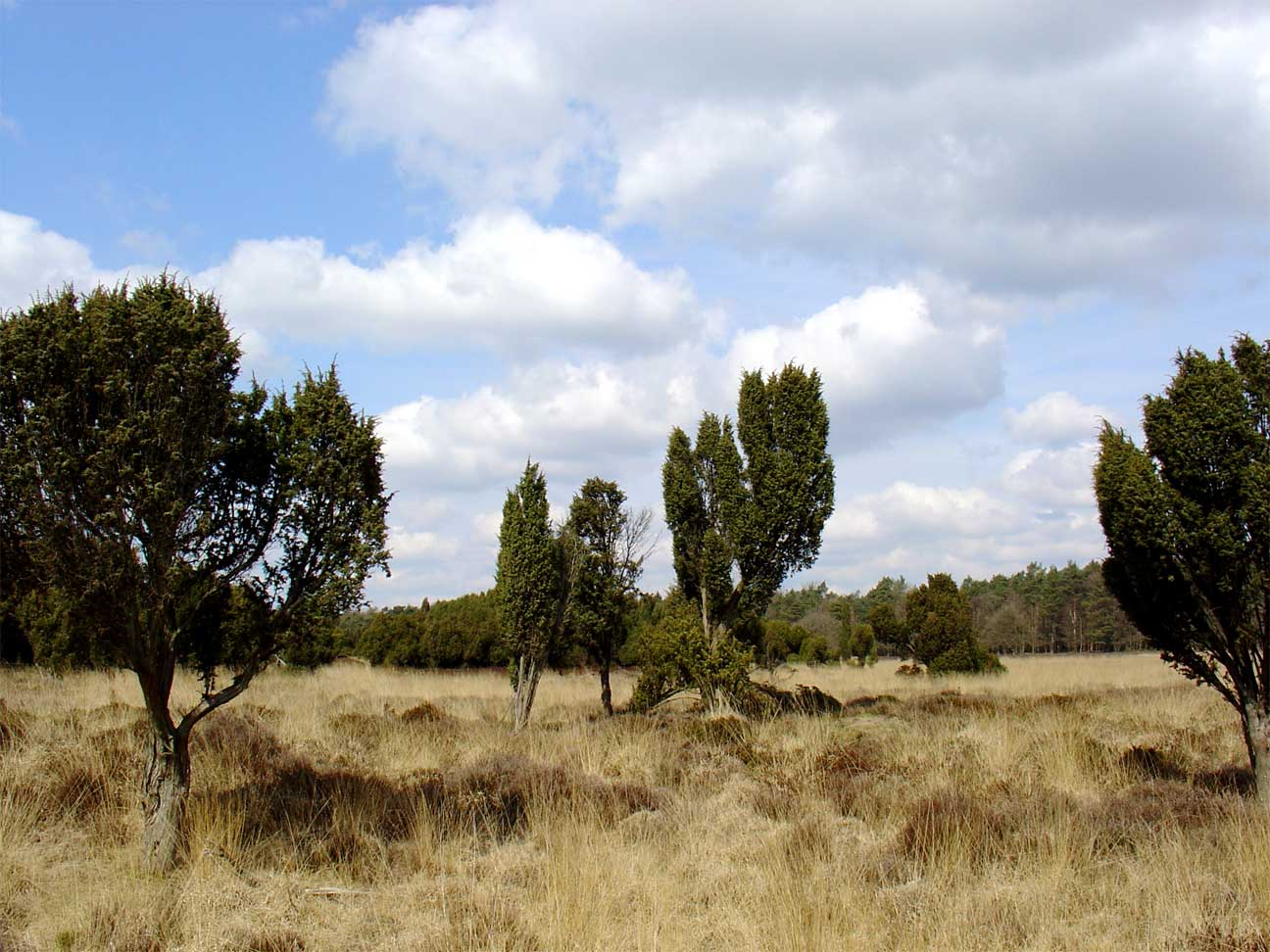
Dwingelderveld met jeneverbessen
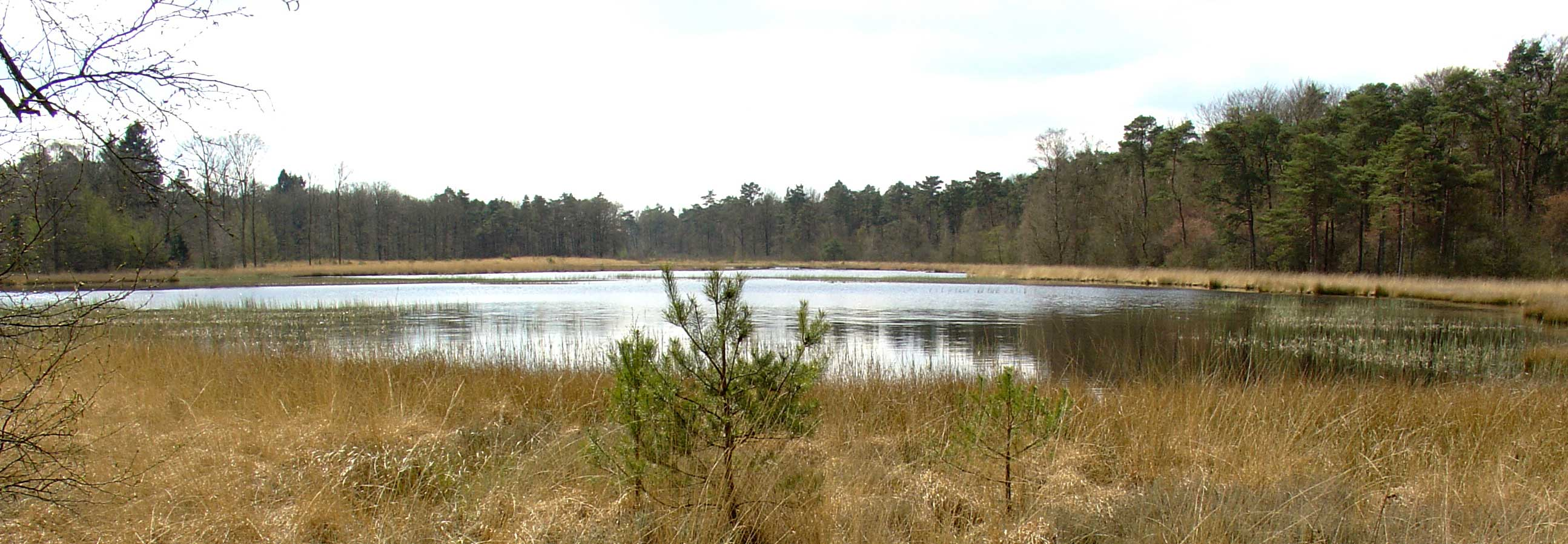
Het Zandveen in het Dwingelderveld
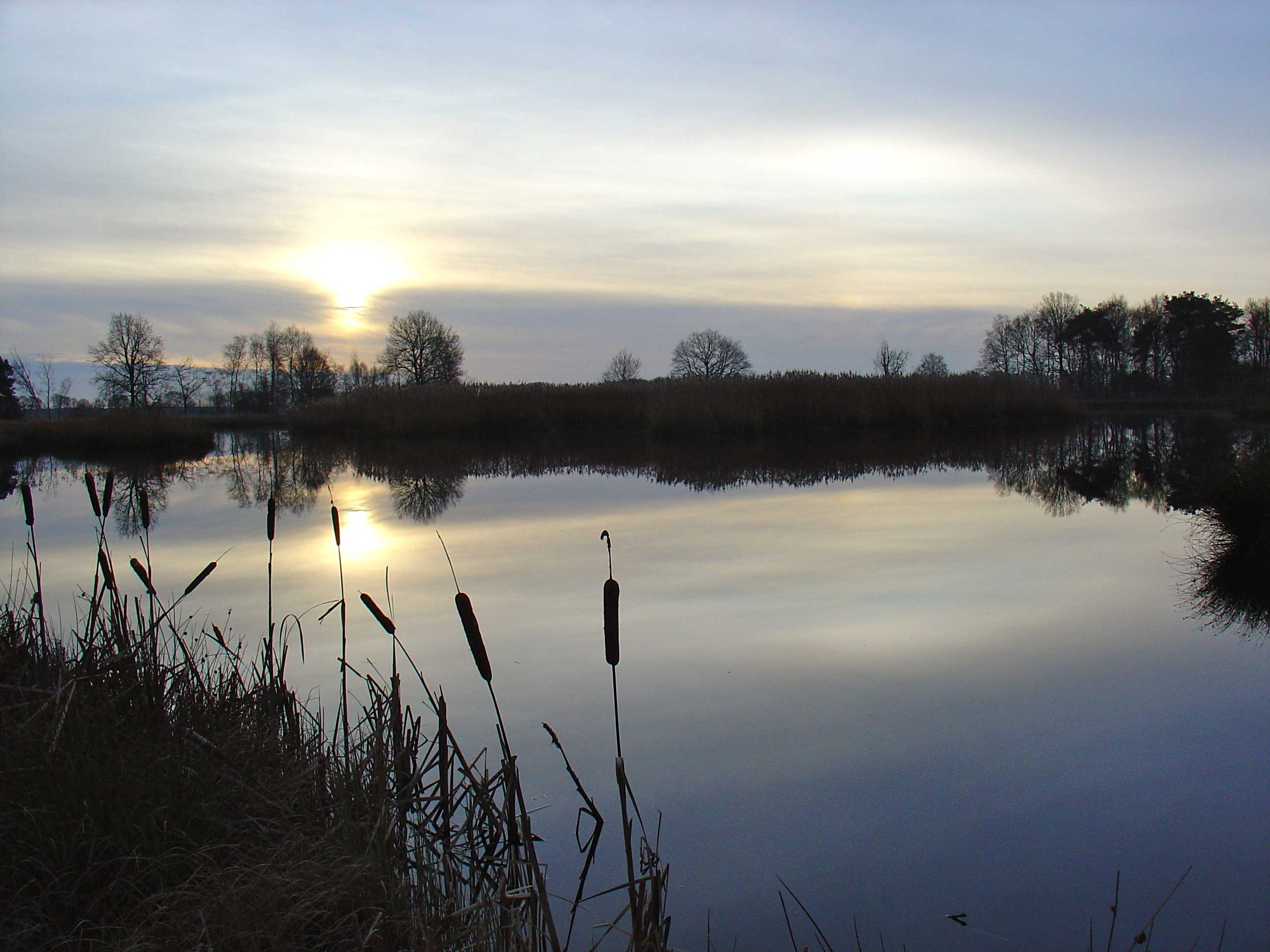
Het Smitsveen in het Dwingelderveld
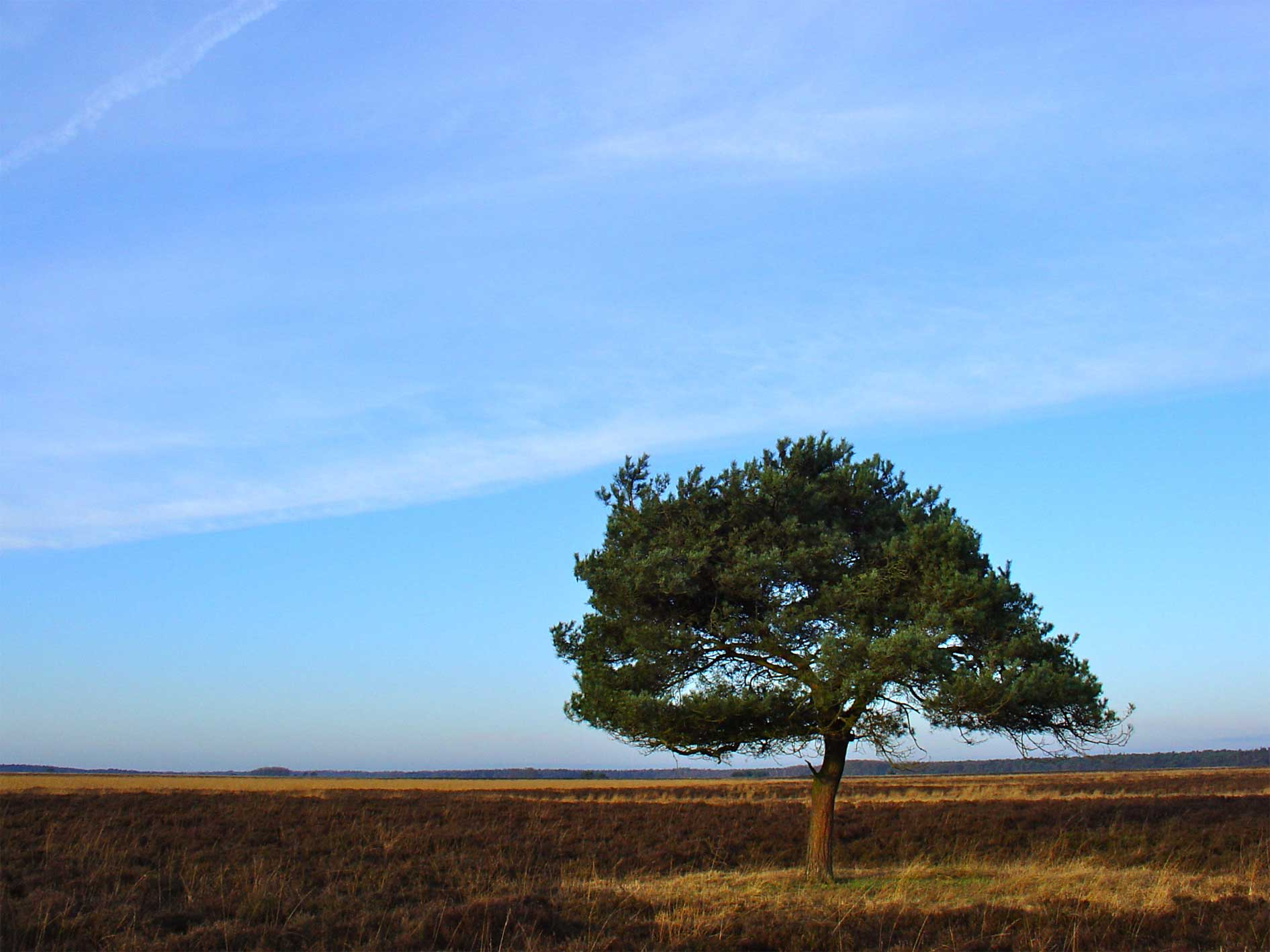
Nabij het Moordenaarsveen in het Dwingelderveld; hier zou ooit een Spaanse soldaat zijn vermoord
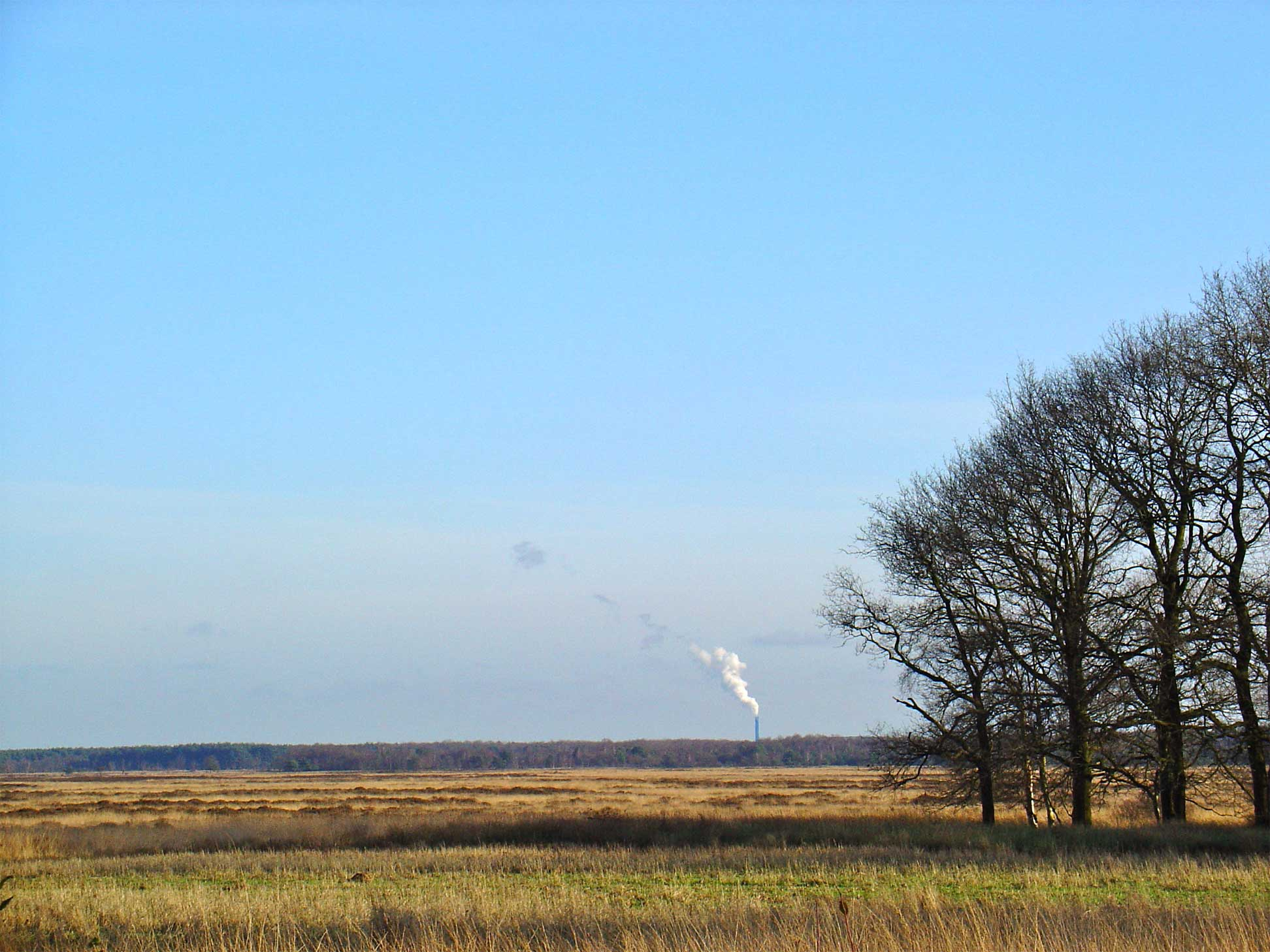
Kraloër heide (Dwingelderveld)
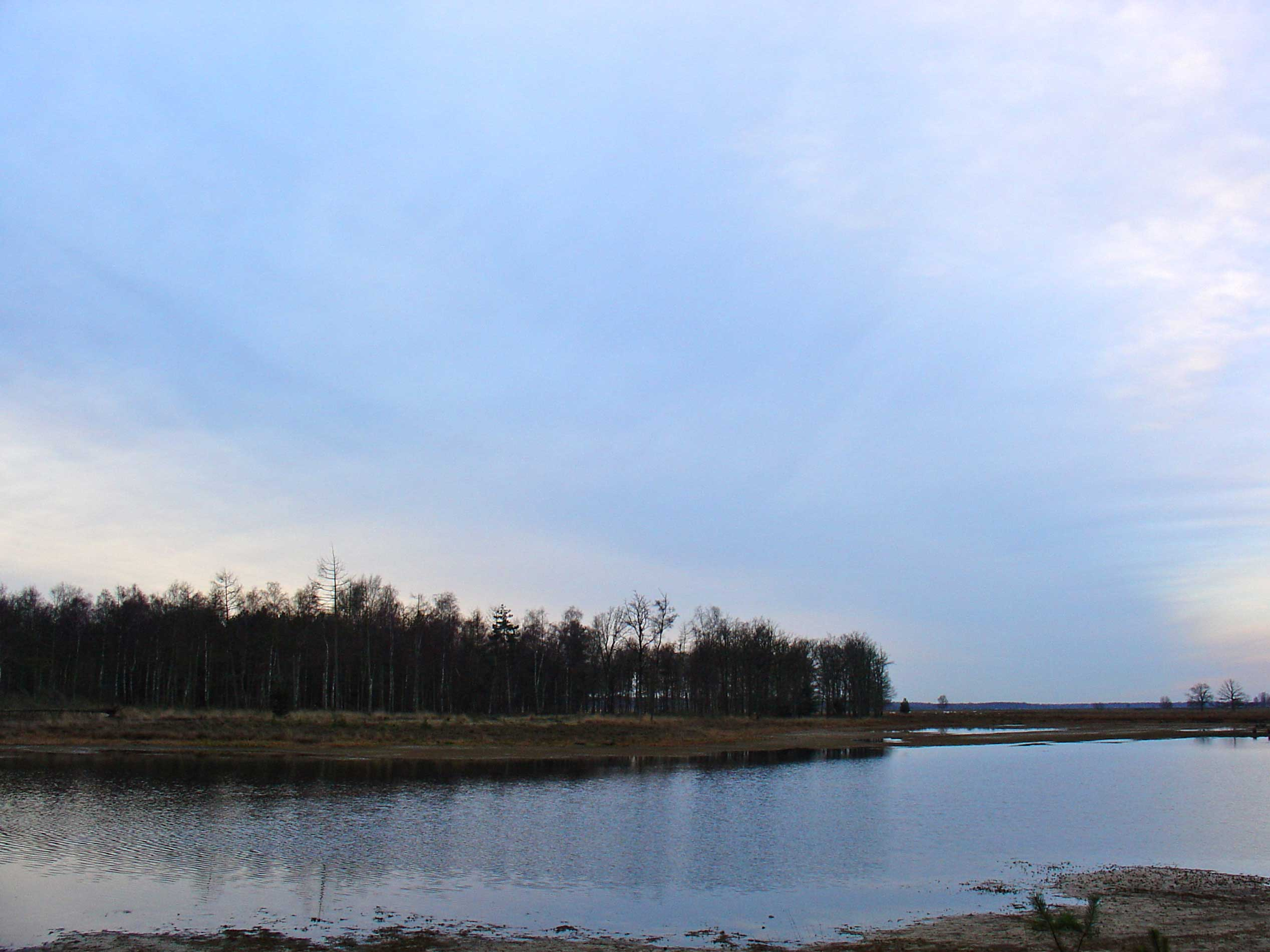
koelevaartsveen in het Dwingelderveld
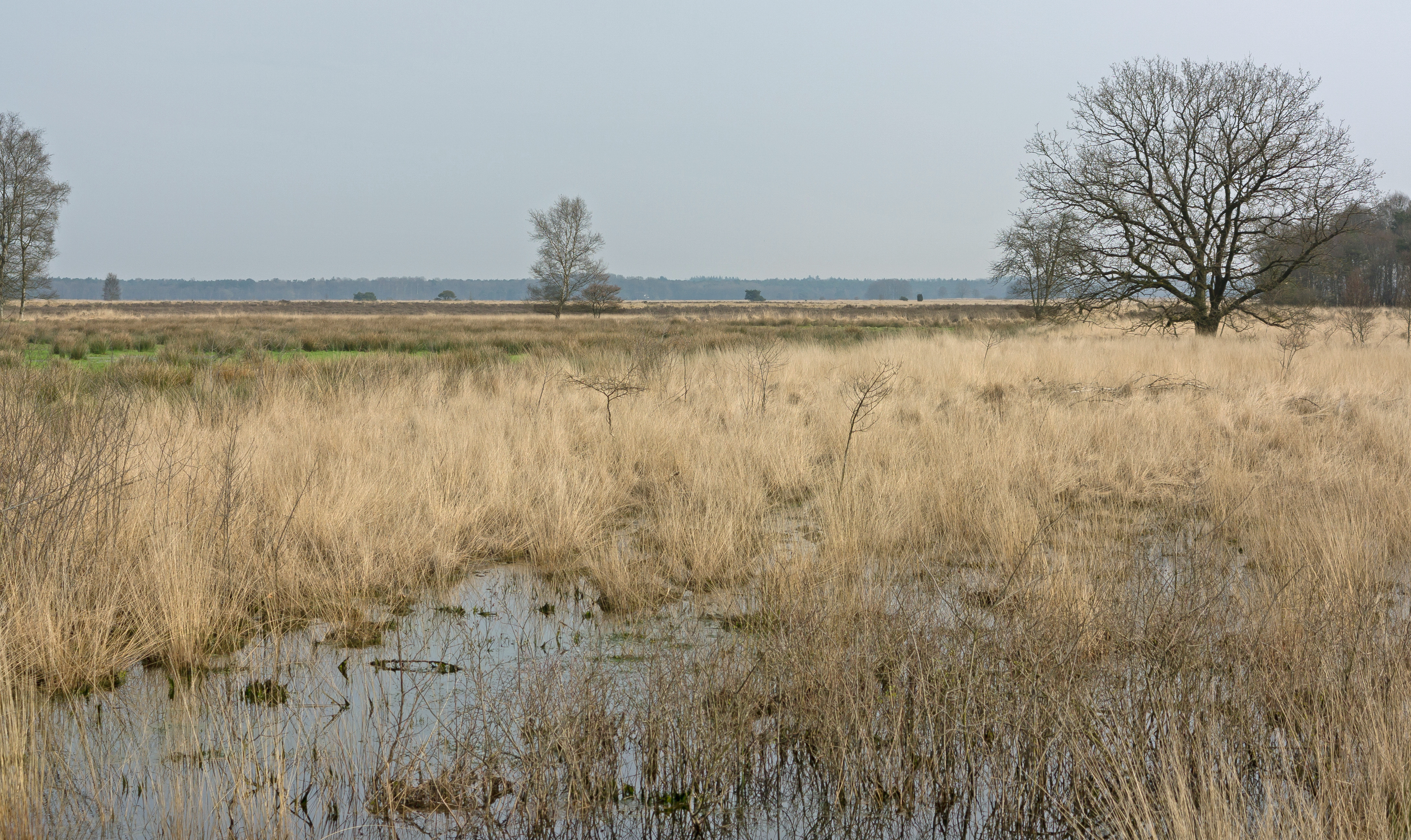
panorama op het Dwingelderveld
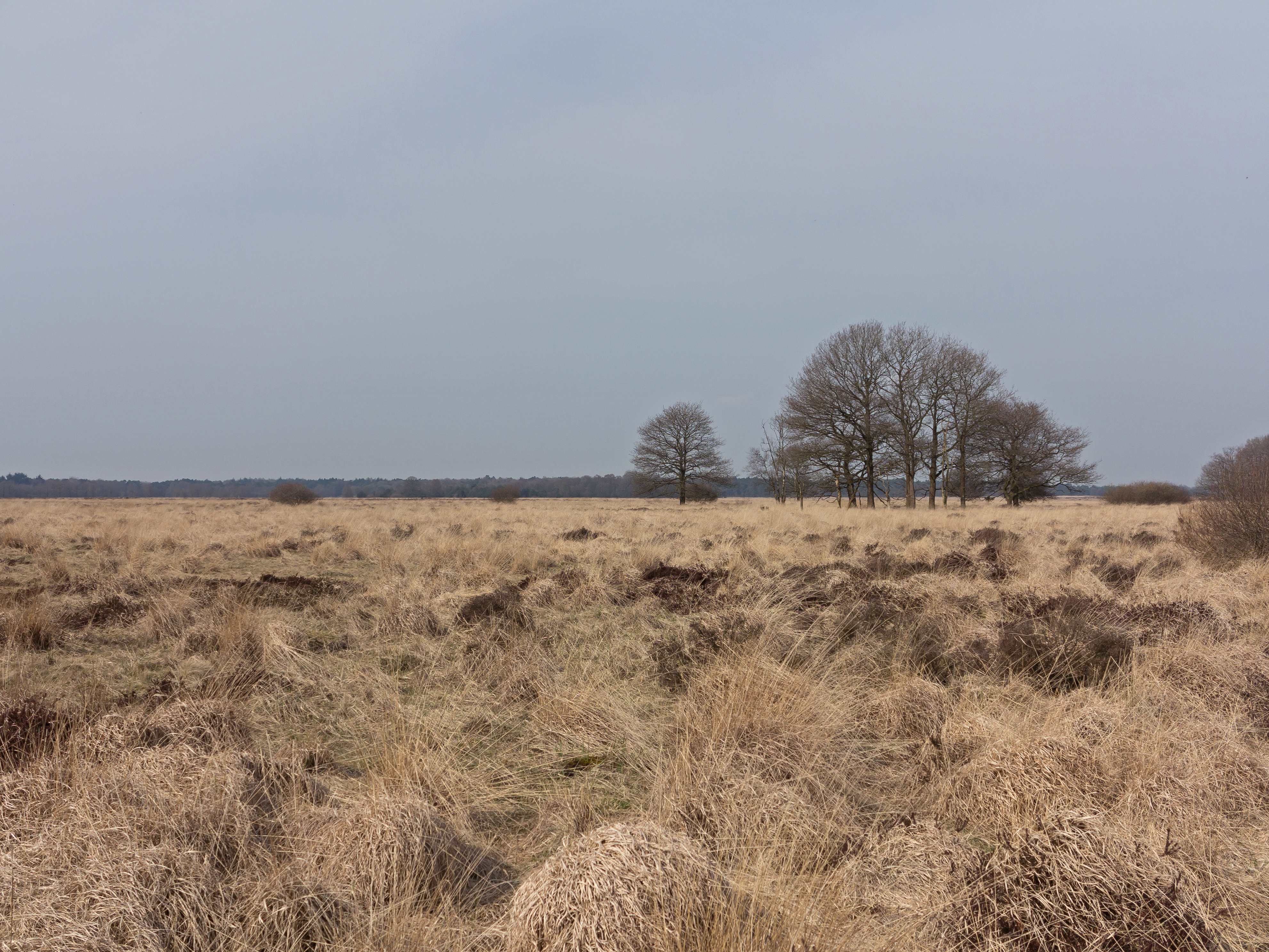
panorama op het Dwingelderveld